# Sant Andreu d'Estanyol
Sant Andreu d'Estanyol és l'església parroquial del poble d'Estanyol, entitat del municipi de Bescanó (Gironès), inclosa en l'Inventari del Patrimoni Arquitectònic Català.

## Església
Edifici d'una sola nau de quatre trams amb volta de canó d'arestes, sis capelles laterals i capçalera semicircular. Als peus hi ha el cor. El parament és emblanquinat a excepció dels arcs i angles de carreus ben escairats. La façana és senzilla amb portalada rectangular i frontó partit i una creu, al capdamunt hi ha un rosetó. A la dreta s'alça el campanar de planta quadrada, dos pisos d'arcuacions i coberta piramidal.
Al seu interior destaca una pica baptismal realitzada en pedra de Girona. Té forma de copa cilíndrica amb el seu peu corresponent. Està ornada amb relleus que representen la flor de lis i garlandes i motius geomètrics. Conté la data de 1589. Fa 1,6 m d'alçada i la boca fa 69 cm de diàmetre.

## Comunidor

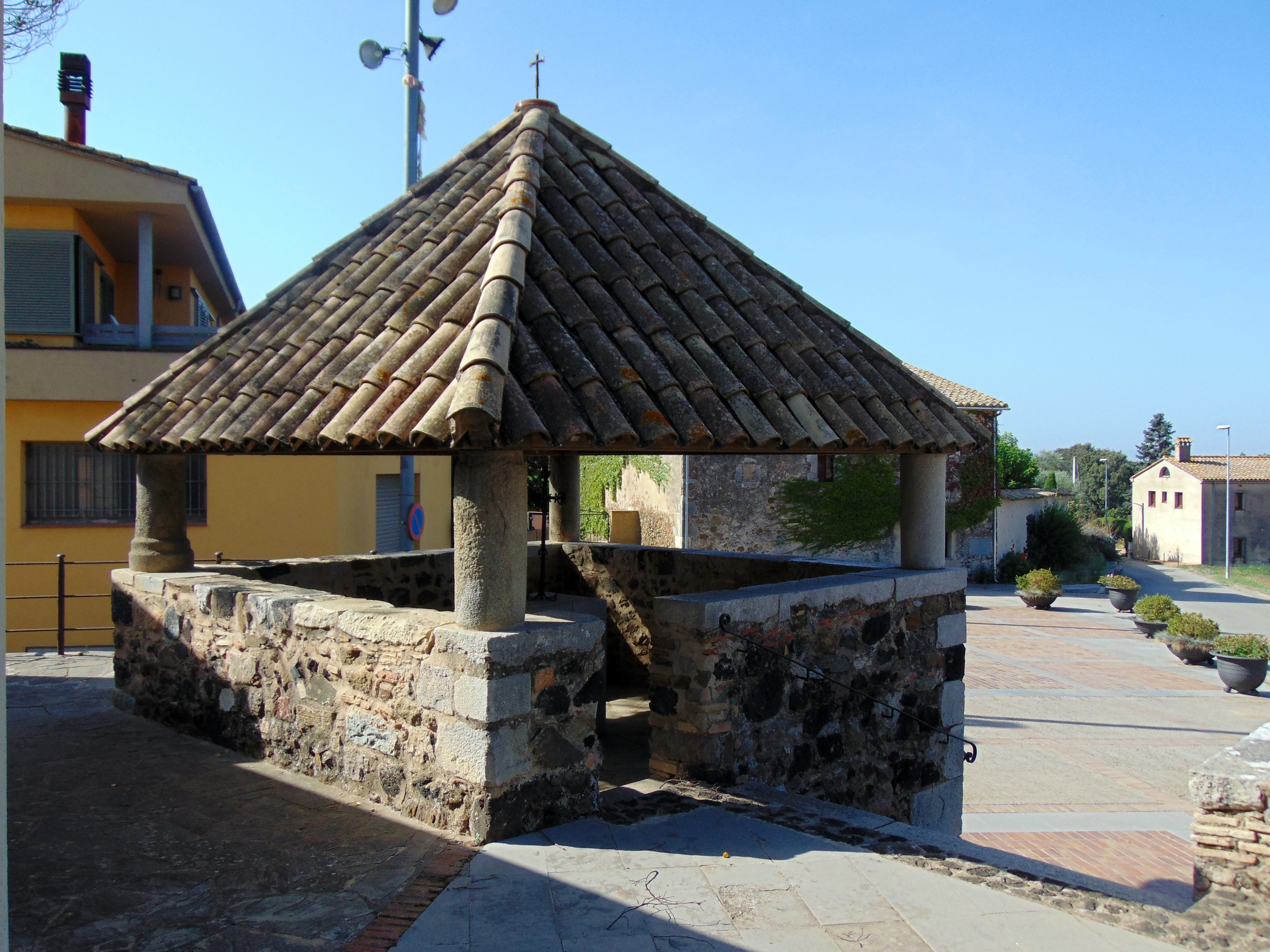
Detall del Comunidor

Dins del conjunt hi ha un comunidor, una construcció de planta quadrada (2,40 x 2,40 m aprox.), amb un mur de maçoneria d'uns 40 cm que s'aixeca gairebé un metre a l'interior. Als angles hi ha quatre columnes cilíndriques de pedra, una de les quals té la base escalonada, sostenen un embigat de fusta amb teulada a quatre vents. Al centre hi ha una peanya amb una creu de ferro forjat.

## Història
Documentalment és citada l'any 1279 en la venda del castell de Brunyola feta per Ramon de Cabrera a Berenguer de Gornau. Però el temple actual data de finals del segle xvii i s'acabà el 1704.
El comunidor és un dels pocs exemplars que queden d'un tipus de porxo molt habitual a totes les comarques muntanyenques de la Catalunya Vella. Ha estat restaurat per l'arquitecte de Girona Joan Maria Ribot que ha realitzat una intervenció de consolidació i ha eliminat les tornapuntes de fusta que hi havia al centre de les quatre cases.